# Max Gail
Maxwell Trowbridge Gail Jr. (Detroit, 5 de abril de 1943) é um ator norte-americano. Ele é mais conhecido por seu papel como o detetive Stan "Wojo" Wojciehowicz na sitcom Barney Miller (1975–1982), que lhe rendeu duas indicações consecutivas ao Emmy Award.  Gail também ganhou o Daytime Emmy Award de 2019 e 2021 por seu papel como Mike Corbin na novela General Hospital.

## Filmografia parcial
- 1971 The Organization como Rudy
- 1971 Dirty Harry como Bandido no túnel (sem créditos)
- 1975 Night Moves como Stud
- 1977 Curse of the Black Widow (TV) como Ragsdale
- 1980 Cardiac Arrest como Leigh Gregory
- 1980 The Aliens Are Coming (TV) como Russ Garner
- 1983 D.C. Cab como Harold
- 1984 Heartbreakers como Rei
- 1986 Where Are the Children? como Clay Eldridge
- 1986 Matlock como Tenente Chet Webber
- 1988 Man Against the Mob como Judah Best
- 1989 Murder, She Wrote como Stanley Holmes
- 1991 Our Shining Moment (TV) como John McGuire Jr.
- 1994 Dangerous Touch como Jasper Stone
- 1994 Pontiac Moon como Jerome Bellamy
- 1994 Deadly Target como Capitão Peters
- 1995 Home Improvement como Oficial Carl Keegan
- 1996 Good Luck como Farmer John
- 1996 Dr. Quinn Medicine Woman as Sr. Edwin James
- 1996 Forest Warrior como Xerife Ramsey
- 1997 Beyond Belief: Fact or Fiction como Buck / Grandpa
- 1999 Judgment Day como General Bill Meech
- 2001 Facing the Enemy como Thomas Galloway
- 2006 Tillamook Treasure como Grandpa Kimbell
- 2007 Dexter (TV) as Banana Boat Tour Guide
- 2009 You Don't Know Jack: The Jack Soo Story como ele mesmo
- 2009 Always and Forever (TV) como Bill Anderson
- 2012-2013 Psych (TV) as Jerry Carp
- 2013 42 como Burt Shotton
- 2015 The Frontier como Sean
- 2015 I'll See You In My Dreams como Carl
- 2015 Mad Men (TV) como Floyd
- 2015 Underdog Kids como Charlie Walker
- 2015 Longmire (TV) como Thomas Hoyt
- 2015 Review (TV) como Pai de Forrest
- 2017 The Hero como Gary Babcock
- 2017 Hawaii Five-0 (TV) como Bill Walker
- 2017 Abundant Acreage Available como Hans
- 2018–2021 General Hospital como Mike Corbin
- 2018 The Cool Kids como Robert
- 2022 Magnum P.I. como Bob Braddock